# NGC 1748
NGC 1748 är en emissionsnebulosa i Stora magellanska molnet i stjärnbilden Svärdfisken. Den upptäcktes år 1836 av John Herschel.